# Outlandos d'Amour
Outlandos d'Amour is een album van The Police uit 1978.

## Overzicht
Na een eerste punksingle (Fall out, 1977), sloeg The Police met hun eerste album Outlandos d'Amour een nieuwe richting in. De meeste nummers voor dit album schreef Sting in 1977. De opnames vonden tussen januari en juni 1978 plaats. In september 1978 werd het album volledig afgemixt. 
Hoewel het punkverleden duidelijk te horen is op het album (bijvoorbeeld in Next To You), zijn er ook onmiskenbaar andere invloeden. De meest opvallende daarvan is de reggae (bijvoorbeeld in Masoko Tanga). Het album is opgenomen en geproduceerd in 1978. De eerste single, So Lonely, kwam de Top 40 binnen op 14 april 1979. Het album zelf kwam op 23 juni 1979 in de Album Top 50, verbleef daar 38 weken en behaalde de tweede plaats. Een week later kwam Roxanne de Top 40 binnen. De derde single van het album, Can't Stand Losing You deed hetzelfde twee maanden later, op 25 augustus 1979. Deze laatste single van het album reikte het hoogste met een negende plaats, en was daarmee de eerste top 10-hit van The Police in Nederland.
Next To You is de punky opening van het album, gevolgd door So Lonely, waarin een reggae-ritme als basis dient. Het derde nummer is Roxanne, over een prostituee. Het album vervolgt met een rustig reggae-nummer, Hole In My Life, om Side 1 af te sluiten met het punky Peanuts. In dit nummer wordt in het refrein gerijmd met de woorden taking,raking making, faking, iets wat jaren later in een iets andere vorm in Every Breath You Take (make, break etc.) wordt herhaald. Side 2 start met Can't Stand Losing You, over de mogelijkheid van zelfmoord na afwijzing van een vriendin ("to carry on living doesn't make no sense"). Daarna volgt Truth Hits Everybody, een up-tempo rocknummer, om vervolgens met Born In The 50's een babyboom-statement te maken. Het nummer Be My Girl - Sally is een humoristisch nummer over een opblaaspop ("she's loving, warm, inflatable, and a guarantee of joy"), met veel gesproken tekst. Het laatste nummer Masoko Tanga is eigenlijk een wat afwijkend nummer, met veel reggae-invloeden en een grotendeels onverstaanbare (nonsens?) tekst.
Het album had een enorme impact toen het werd geïntroduceerd, door de al eerder genoemde mengeling van reggae, rock en punk.
In de Rolling Stone "100 Best Debut Albums of All Time" (2013) eindigde Outlandos d'Amour op de 38e plaats.

## Nummers

### Kant 1
1. Next To You - 2:50
2. So Lonely - 4:49
3. Roxanne - 3:12
4. Hole In My Life - 4:52
5. Peanuts - 3:58

### Kant 2
1. Can't Stand Losing You - 2:58
2. Truth Hits Everybody - 2:53
3. Born In The 50's - 3:40
4. Be My Girl - Sally - 3:22
5. Masoko Tanga - 5:40

## Album Top 100
Het album verbleef 42 weken in de Nederlandse albumlijst.
| Hitnotering: 16-06-1979 t/m 05-04-1980 | Hitnotering: 16-06-1979 t/m 05-04-1980 | Hitnotering: 16-06-1979 t/m 05-04-1980 | Hitnotering: 16-06-1979 t/m 05-04-1980 | Hitnotering: 16-06-1979 t/m 05-04-1980 | Hitnotering: 16-06-1979 t/m 05-04-1980 | Hitnotering: 16-06-1979 t/m 05-04-1980 | Hitnotering: 16-06-1979 t/m 05-04-1980 | Hitnotering: 16-06-1979 t/m 05-04-1980 | Hitnotering: 16-06-1979 t/m 05-04-1980 | Hitnotering: 16-06-1979 t/m 05-04-1980 | Hitnotering: 16-06-1979 t/m 05-04-1980 | Hitnotering: 16-06-1979 t/m 05-04-1980 | Hitnotering: 16-06-1979 t/m 05-04-1980 | Hitnotering: 16-06-1979 t/m 05-04-1980 | Hitnotering: 16-06-1979 t/m 05-04-1980 | Hitnotering: 16-06-1979 t/m 05-04-1980 | Hitnotering: 16-06-1979 t/m 05-04-1980 | Hitnotering: 16-06-1979 t/m 05-04-1980 | Hitnotering: 16-06-1979 t/m 05-04-1980 | Hitnotering: 16-06-1979 t/m 05-04-1980 | Hitnotering: 16-06-1979 t/m 05-04-1980 |  |
| Week:                                  | 1                                      | 2                                      | 3                                      | 4                                      | 5                                      | 6                                      | 7                                      | 8                                      | 9                                      | 10                                     | 11                                     | 12                                     | 13                                     | 14                                     | 15                                     | 16                                     | 17                                     | 18                                     | 19                                     | 20                                     | 21                                     |  |
| -------------------------------------- | -------------------------------------- | -------------------------------------- | -------------------------------------- | -------------------------------------- | -------------------------------------- | -------------------------------------- | -------------------------------------- | -------------------------------------- | -------------------------------------- | -------------------------------------- | -------------------------------------- | -------------------------------------- | -------------------------------------- | -------------------------------------- | -------------------------------------- | -------------------------------------- | -------------------------------------- | -------------------------------------- | -------------------------------------- | -------------------------------------- | -------------------------------------- |  |
| Positie:                               | 27                                     | 30                                     | 27                                     | 15                                     | 10                                     | 14                                     | 13                                     | 13                                     | 17                                     | 11                                     | 6                                      | 6                                      | 3                                      | 4                                      | 4                                      | 4                                      | 8                                      | 2                                      | 5                                      | 4                                      | 6                                      |  |
| Week:                                  | 22                                     | 23                                     | 24                                     | 25                                     | 26                                     | 27                                     | 28                                     | 29                                     | 30                                     | 31                                     | 32                                     | 33                                     | 34                                     | 35                                     | 36                                     | 37                                     | 38                                     | 39                                     | 40                                     | 41                                     | 42                                     |  |
| Positie:                               | 9                                      | 7                                      | 9                                      | 8                                      | 7                                      | 14                                     | 15                                     | 15                                     | 13                                     | 13                                     | 14                                     | 22                                     | 17                                     | 28                                     | 17                                     | 30                                     | 29                                     | 32                                     | 39                                     | 42                                     | 47                                     |  |